# ISO 3166-2:PK
کد ISO 3166-2:PK بخشی از استاندارد ایزو ۳۱۶۶ برای کشور پاکستان است که توسط سازمان بین‌المللی استانداردسازی ISO تنظیم شده‌است این سازمان، کدهای استاندارد را برای تقسیمات کشوری (ایالت‌ها یا استان‌های) کشورهای فهرست شده در استاندارد ایزو ۳۱۶۶-۱ تعریف می‌کند.
هر کد شامل دو بخش می‌گردد که توسط علامت - جدا می‌گردند.
- بخش نخست PK که در ایزو ۳۱۶۶-۱ آلفا-۲ کد  کشور پاکستان است.
- بخش دوم شامل یک یا دو یا سه حرف است که بیان‌کننده استان یا ایالت کشور پاکستان می‌باشد.

## کدها
| کدها  | تقسیمات کشوری                | دسته بندی                      |
| ----- | ---------------------------- | ------------------------------ |
| PK-IS | ناحیه پایتختی اسلام‌آباد      | territorio della capitale      |
| PK-BA | Balochistan (disambiguation) | استان                          |
| PK-NW | خیبر پختونخوا                | استان                          |
| PK-PB | پنجاب (پاکستان)              | استان                          |
| PK-SD | استان سند                    | استان                          |
| PK-TA | مناطق قبیله‌ای فدرال          | territorio                     |
| PK-JK | کشمیر آزاد                   | area amministrata dal Pakistan |
| PK-NA | گلگت-بلتستان                 | area amministrata dal Pakistan |